# Rammelzeit
Als Rammelzeit wird die Paarungszeit des Feldhasen, des Schneehasen und des Wildkaninchens bezeichnet.
Sie erstreckt sich beim Feldhasen von Januar bis Juni in Form von lebhaften „Hasenhochzeiten“ (Paarungstreiben mehrerer Hasen). Darauffolgende Begattungen (bis August) erfolgen weniger auffällig. Bemerkenswert beim Feldhasen ist die Superfötation.